# 納穆環礁
納穆環礁是太平洋由54個島嶼組成的環礁，屬於拉利克礁鏈的一部分，是馬紹爾群島24個立法選區（legislative district）之一，位於瓜加林環礁西南約62公里，總土地面積6.27平方公里，中央的潟湖面積397平方公里，1998年人口801。

## 外部連結
- Marshall Islands site
- Entry at Oceandots.com